# Mengers
Mengers ist ein Ortsteil der Marktgemeinde Eiterfeld im osthessischen Landkreis Fulda.

## Geographische Lage
Der Ortsteil Mengers ist etwa dreieinhalb Kilometer vom Hauptort Eiterfeld entfernt und liegt nördlich davon im Quellgebiet der Wölf, das mit dem Talsystem der Eitra zur Rhön gerechnet wird.

## Geschichte
Die erste bekannte schriftliche Nennung des Ortes Mengers stammt aus dem Jahr 1510.

### Gebietsreform
Zum regionalen Abschluss der Gebietsreform in Hessen verloren letzte kleineselbständige Gemeinden wie Mengers Kraft Landesgesetzes ihre Eigenständigkeit. So wurden mit Wirkung vom 1. August 1972 die Gemeinden Buchenau, Leimbach, Mengers, Ufhausen und Wölf in die Gemeinde Eiterfeld im Landkreis Hünfeld eingegliedert, der zugleich mit dem Landkreis Fulda zu einem Landkreis mit dem Namen Landkreis Fulda zusammengeschlossen wurde. In ihm wurde die vorher kreisfreie Stadt Fulda zur Kreisstadt. Für alle ehemals eigenständigen Gemeinden von Eiterfeld wurde ein Ortsbezirk mit Ortsbeirat und Ortsvorsteher nach der Hessischen Gemeindeordnung gebildet.

### Bevölkerung
Einwohnerentwicklung
- 1812: 14 „Feuerstellen“, 152 Einwohner[1]

| Mengers: Einwohnerzahlen von 1812 bis 2015 | Mengers: Einwohnerzahlen von 1812 bis 2015 | Mengers: Einwohnerzahlen von 1812 bis 2015 | Mengers: Einwohnerzahlen von 1812 bis 2015 | Mengers: Einwohnerzahlen von 1812 bis 2015 |
| --- | ------------------------------------------ | ------------------------------------------ | ------------------------------------------ | ------------------------------------------ |
| Jahr |                                            |                                            |                                            | Einwohner                                  |
| 1812 | 1812                                       |                                            | 152                                        | 152                                        |
| 1834 | 1834                                       |                                            | 112                                        | 112                                        |
| 1840 | 1840                                       |                                            | 116                                        | 116                                        |
| 1846 | 1846                                       |                                            | 124                                        | 124                                        |
| 1852 | 1852                                       |                                            | 131                                        | 131                                        |
| 1858 | 1858                                       |                                            | 103                                        | 103                                        |
| 1864 | 1864                                       |                                            | 110                                        | 110                                        |
| 1871 | 1871                                       |                                            | 107                                        | 107                                        |
| 1875 | 1875                                       |                                            | 85                                         | 85                                         |
| 1885 | 1885                                       |                                            | 95                                         | 95                                         |
| 1895 | 1895                                       |                                            | 103                                        | 103                                        |
| 1905 | 1905                                       |                                            | 98                                         | 98                                         |
| 1910 | 1910                                       |                                            | 99                                         | 99                                         |
| 1925 | 1925                                       |                                            | 93                                         | 93                                         |
| 1939 | 1939                                       |                                            | 82                                         | 82                                         |
| 1946 | 1946                                       |                                            | 140                                        | 140                                        |
| 1950 | 1950                                       |                                            | 125                                        | 125                                        |
| 1956 | 1956                                       |                                            | 91                                         | 91                                         |
| 1961 | 1961                                       |                                            | 82                                         | 82                                         |
| 1967 | 1967                                       |                                            | 78                                         | 78                                         |
| 1970 | 1970                                       |                                            | 72                                         | 72                                         |
| 1980 | 1980                                       |                                            | ?                                          | ?                                          |
| 1990 | 1990                                       |                                            | ?                                          | ?                                          |
| 2000 | 2000                                       |                                            | 67                                         | 67                                         |
| 2005 | 2005                                       |                                            | 66                                         | 66                                         |
| 2010 | 2010                                       |                                            | 64                                         | 64                                         |
| 2011 | 2011                                       |                                            | 63                                         | 63                                         |
| 2015 | 2015                                       |                                            | 61                                         | 61                                         |
| Datenquelle: Historisches Gemeindeverzeichnis für Hessen: Die Bevölkerung der Gemeinden 1834 bis 1967. Wiesbaden: Hessisches Statistisches Landesamt, 1968. Weitere Quellen: ; Gemeinde Eiterfeld; Zensus 2011 |                                            |                                            |                                            |                                            |

Religionszugehörigkeit
 Quelle: Historisches Ortslexikon
- 1885: 95 katholische (= 100 %) Einwohner
- 1961: drei evangelische (= 3,66 %), 79 katholische (= 96,34 %) Einwohner

## Verkehr
Durch Mengers führt die Kreisstraße 154, die am westlichen Ortseingang in die K 153 mündet.